# Ivanics László
Ivanics László (1966. november 1. –) válogatott labdarúgó, középpályás.

## Pályafutása

### Klubcsapatban
1994 nyarán a kilátásba helyezett svédországi szerződése meghiúsult és hazai első osztályú keretek beteltek. Ezért fél évre a BKV Előréhez került kölcsönbe.
1997 elején Indonéziába igazolt. Az 1997-1998-as szezonban Szigetszentmiklóson szerepelt.

### A válogatottban
1994-ben egy alkalommal szerepelt a válogatottban, csereként pályára lépve 21 perc alatt két sárga lapot kapott és kiállították.

## Sikerei, díjai
- Magyar bajnokság
  - bajnok: 1992–93

## Statisztika

### Mérkőzése a válogatottban
| Magyarország | Magyarország      | Magyarország | Magyarország | Magyarország | Magyarország | Magyarország | Magyarország | Magyarország |
| #            | Dátum             | Helyszín     | Hazai        | Eredmény     | Vendég       | Kiírás       | Gólok        | Esemény      |
| ------------ | ----------------- | ------------ | ------------ | ------------ | ------------ | ------------ | ------------ | ------------ |
| 1.           | 1994. március 23. | Linz         | Ausztria     | 1 – 1        | Magyarország | barátságos   | -            | 52' 57′, 73′ |
|              | Összesen          |              |              | 1            | mérkőzés     |              | 0            | gól          |